# Griekse keuken
De Griekse keuken (Grieks: Ελληνική κουζίνα) is de traditionele keuken van Griekenland. Het is een typische mediterrane keuken en vertoont gelijkenissen met de keukens van de Balkan, Italië, Turkije en het Midden-Oosten en Bulgarije
Veelgebruikte en kenmerkende producten in de Griekse keuken zijn olijfolie, kruiden en groenten, granen, wijn, diverse vleessoorten, waaronder pluimvee, konijn, lams- en varkensvlees, rundvlees en vis. Andere typische ingrediënten zijn kaas, aubergine, courgette en yoghurt. Veel desserts bevatten noten en honing.

## Inleiding
Eten neemt bij de Grieken een belangrijke plaats in. Vaak gebruiken Grieken twee warme maaltijden op een dag, thuis of in een taverna, bij voorkeur met grote gezelschappen.
De Griekse keuken kent invloeden uit het Midden-Oosten en de omringende landen. Verder kent de Griekse keuken Franse invloeden. De Griekse chef-kok Nikolaos Tselementes (Νικόλαος Τσελεμεντές), die in Wenen was opgeleid, introduceerde Franse elementen (o.a. bechamelsaus) in de Griekse keuken. Mogelijk is hij zelfs de bedenker van de moussaka zoals die in West-Europa bekend is. Ook maken macaroni en spaghetti deel uit van de Griekse keuken. Vrijwel elk restaurant serveert deze gerechten naast pizza. Ook in de huishoudens wordt pasta gegeten, soms op de Griekse wijze klaargemaakt als pastitsio, soms ook op de Italiaanse wijze bereid. De oorspronkelijke gele kaas wordt dan vervangen door feta. Bij bijna elke maaltijd wordt een Griekse salade geserveerd.
In de Griekse keuken wordt gebruikgemaakt van verse ingrediënten, zoals aubergines, courgettes, tomaten en kruiden zoals mint, oregano, peterselie, tijm en kaneel, bonen en brood, vis, schaaldieren en verschillende soorten vlees, zoals gevogelte, varkensvlees, rundvlees, lamsvlees en konijn, olijven, kaas en yoghurt. Verder gebruikt men in sommige gerechten wijn. In het Griekse desserts wordt vaak gebruik gemaakt van walnoten en honing. In sommige gerechten verwerkt men filodeeg.
Van oudsher worden er ingrediënten van het land gebruikt en zijn de gerechten vaak arbeidsintensief om te maken. Net zoals elders heeft in Griekenland het gemakseten zijn intrede gedaan, evenals het fastfood. Gyros is een betrekkelijk nieuw gerecht in de Griekse keuken en heeft vooral onder invloed van het toerisme de traditionele souvlaki gedeeltelijk verdrongen. Gyros gewikkeld in een pitabroodje met aardappel en wat plakjes tomaat geldt in Griekenland als fastfood. Het wordt vaak in restaurants in toeristische streken als gerecht geserveerd. Ook in de supermarkten worden traditionele Griekse gerechten kant en klaar en vaak ingevroren verkocht. In de grote steden wordt minder uitgebreid traditioneel gekookt, dus vindt men vooral in de kleine dorpen het oorspronkelijke Griekse eten. Wel zijn in de grote steden zoals Athene en Thessaloniki koks in trendy eetgelegenheden bezig met het moderniseren van de authentieke keuken.
Gerechten kunnen per streek en per eiland grote verschillen vertonen. Ook variëren de kruiden die men gebruikt vaak van streek tot streek.

## De ingrediënten

### Olie
Griekenland kent de hoogste olijfolieconsumptie per hoofd ter wereld en is een grote producent en exporteur van olijfolie. In de Griekse keuken wordt veelvuldig gebruikgemaakt van olijfolie. Bij het maken van Griekse gerechten heeft Griekse olijfolie van de eerste persing de voorkeur om een authentieke smaak te krijgen. Goede olie is groen, ruikt fris en is enigszins stroperig.
Naast olijfolie gebruikt men zonnebloem- en maïsolie, voornamelijk om in te bakken en te frituren.

### Olijven
Veruit het meest bekend is de kalamataolijf. Daarnaast kent Griekenland vele andere soorten olijven, sommige ingelegd in zout. Over het algemeen eet men in Griekenland zwarte olijven, niet gevuld en met pit.

### Zout
Zout wordt al sinds de oudheid in Griekenland toegepast. Hoewel steenzout ook wordt gebruikt, gebruikt men in Griekenland meestal zeezout, wat meer mineralen bevat.

### Groenten
Naast de al genoemde groentes (aubergines, courgettes, tomaten) kent de Griekse keuken o.a. prei, artisjokken, sla, wortels en spinazie. Ook worden groenten (chorta) in het wild geplukt. Bijvoorbeeld de verse bladeren van de paardenbloem, pikralida, ook wel agria chorta (wilde groenten) genoemd, worden na het koken met olijfolie overgoten en koud gegeten.

### Vlees
Varkensvlees wordt het meest gebruikt in de Griekse keuken. Daarnaast gebruikt men kip, konijn, lams- of schapenvlees, geiten- of rundvlees. Ook ingewanden zoals lever, hart, milt, longen worden bijvoorbeeld verwerkt in kokoretsi. Tevens kent de Griekse keuken wild, zoals haas en eend, en kruidige worstjes genaamd loukaniko.

### Vis
Hoewel Griekenland omringd is door zee, beschouwt men vis in Griekenland als een luxeproduct. Dit wordt veroorzaakt door overbevissing, milieuverontreiniging en kleinschalige, inefficiënte, en daarmee dure vismethodes. De vis wordt voornamelijk geconsumeerd door toeristen in speciale vistaverna's. Voor vele Grieken is vis te duur. Naast zeevis kent Griekenland zoetwatervis uit de meren, voornamelijk gesitueerd in het noorden van Griekenland, en uit viskwekerijen. Vis wordt in Griekenland meestal gefrituurd in olijfolie of verwerkt in vissoep.

### Overige
- Pasta. In Griekenland kent men vele pastasoorten, zymarika genaamd. De meeste soorten komen overeen met die uit de Italiaanse keuken. Kritharaki maakt hier een uitzondering op, deze pasta van hard tarwegriesmeel heeft namelijk de vorm van rijstkorrels en wordt in ovengerechten gebruikt.
- Rijst. Risottorijst komt dicht bij de rijst die in Griekenland gebruikt wordt in ovengerechten.
- Brood. Bij een warme maaltijd wordt brood geserveerd, meestal witbrood. Naast witbrood, dat vaak met sesamzaad bestrooid is, kent Griekenland bruinbrood, zuurdesembrood en brood met zwarte olijven erdoorheen. Broden zijn meestal rond of ovaal van vorm.
- Aardappelen. Grieken gebruiken nauwelijks gekookte aardappelen. Vastkokende aardappelen worden meestal verwerkt in ovengerechten of gebakken.

## Ovengerechten
Voorbeelden van Griekse ovengerechten zijn moussaka en pastitsio. In Griekenland en ook Cyprus kent men Kleftiko-ovens. Het woord kleftiko is afgeleid van het woord kleftis (κλέφτης), wat dief betekent. In lang vervlogen tijden leefden in de bergen ruige kerels die het niet nauw met de wet namen, vendetta kenden en vee stalen. Deze zogenaamde kleftouria bouwden diep in het bos verscholen stenen ovens waarin zij het vlees uren stoofden zodat het mals werd. Zo een oven bestond uit een ingegraven pithari, een grote keramieke pot, waarin hout werd aangestoken wat afgedekt werd zodat er zich houtskool vormde. Deze houtskool werd fijngestampt en afgedekt. Hierna werd een lam, kippen of ander vee in de pot gedaan samen met aardappelen, uien, wijn en kruiden. Vervolgens werd de pot afgesloten waarna men het vlees uren liet sudderen. Kleftiko-ovens staan in Griekenland meestal in de tuin. Deze bolvormige ovens lijken sterk op houtgestookte pizzaovens. De opening vooraan kan worden afgedekt met een ijzeren deurtje.

## De Griekse keuken tijdens de feestdagen

### Kerst en nieuwjaar

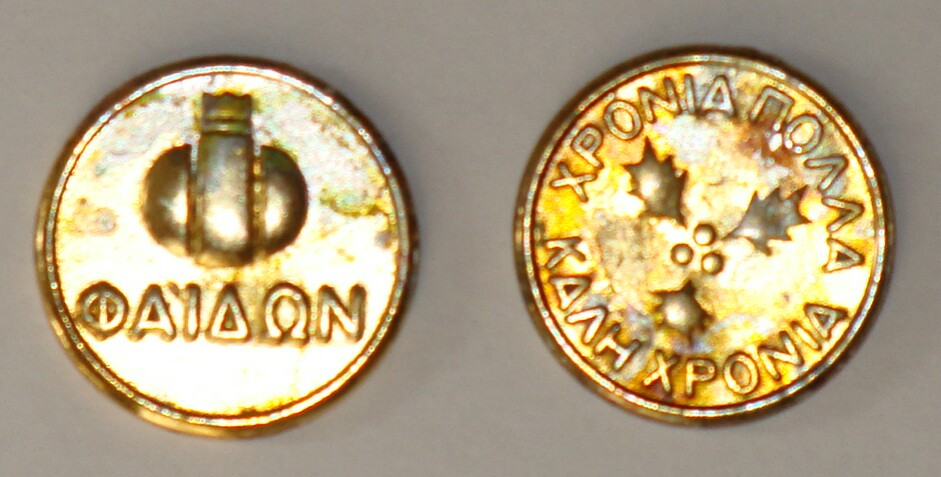
In de Vasilopita die in de supermarkt verkocht wordt zit meestal een dergelijk nepmuntje.

In Griekenland is Kerstmis een belangrijker feest, al wordt het orthodoxe Pasen uitbundiger gevierd. Eigenlijk is het kerstfeest een periode die op 24 december begint met de kerstliturgie in de kerken en eindigt op 6 januari. Vroeger werd er de laatste veertig dagen voor Kerstmis gevast. De Kerstvasten (Filippusvasten) is oorspronkelijk van 15 tot en met 24 december. Men eet geen vlees en andere producten van dierlijke oorsprong, zoals zuivel. Het vasten heeft aan belang ingeboet. Priesters en monniken houden het orthodoxe vasten aan van 28 november tot 6 januari. Op 25 december gaat met vroeg naar de kerk waarna men elkaar een goed kerstfeest (Kala Christouyenna) wenst. Het orthodoxe kerstfeest is 14 dagen later op 7 januari. Cadeaus worden niet met kerst gegeven, maar met Nieuwjaar. Cadeaus zouden door de kerstman in de nacht volgend op de jaarwisseling gebracht zijn. Oudejaar is de naamdag van Basilius van Caesarea waarna de kerstman (Άγιος Βασίλης, Agios Vasilis) in Griekenland genoemd is.
Er wordt met kerst voornamelijk varkensvlees en gevulde kalkoen gegeten wat met aardappelen uit de oven en Griekse salade geserveerd wordt. Gedurende de hele kerstperiode eet men in de Griekse keuken de klassieke kerstkoekjes: kourabiedes en melomakarona. De koekjes worden vaak thuis gebakken. Vaak wordt er Metaxa, een Griekse wijnbrand, bij geserveerd. Op nieuwjaarsdag wordt de Vasilopita (Βασιλόπιτα) aangesneden waarin een muntje is verstopt. Diegene die het muntje in zijn portie aantreft zou het hele jaar geluk hebben.

## Fotogalerij

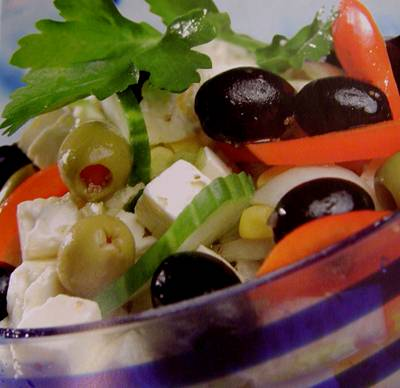
Griekse salade
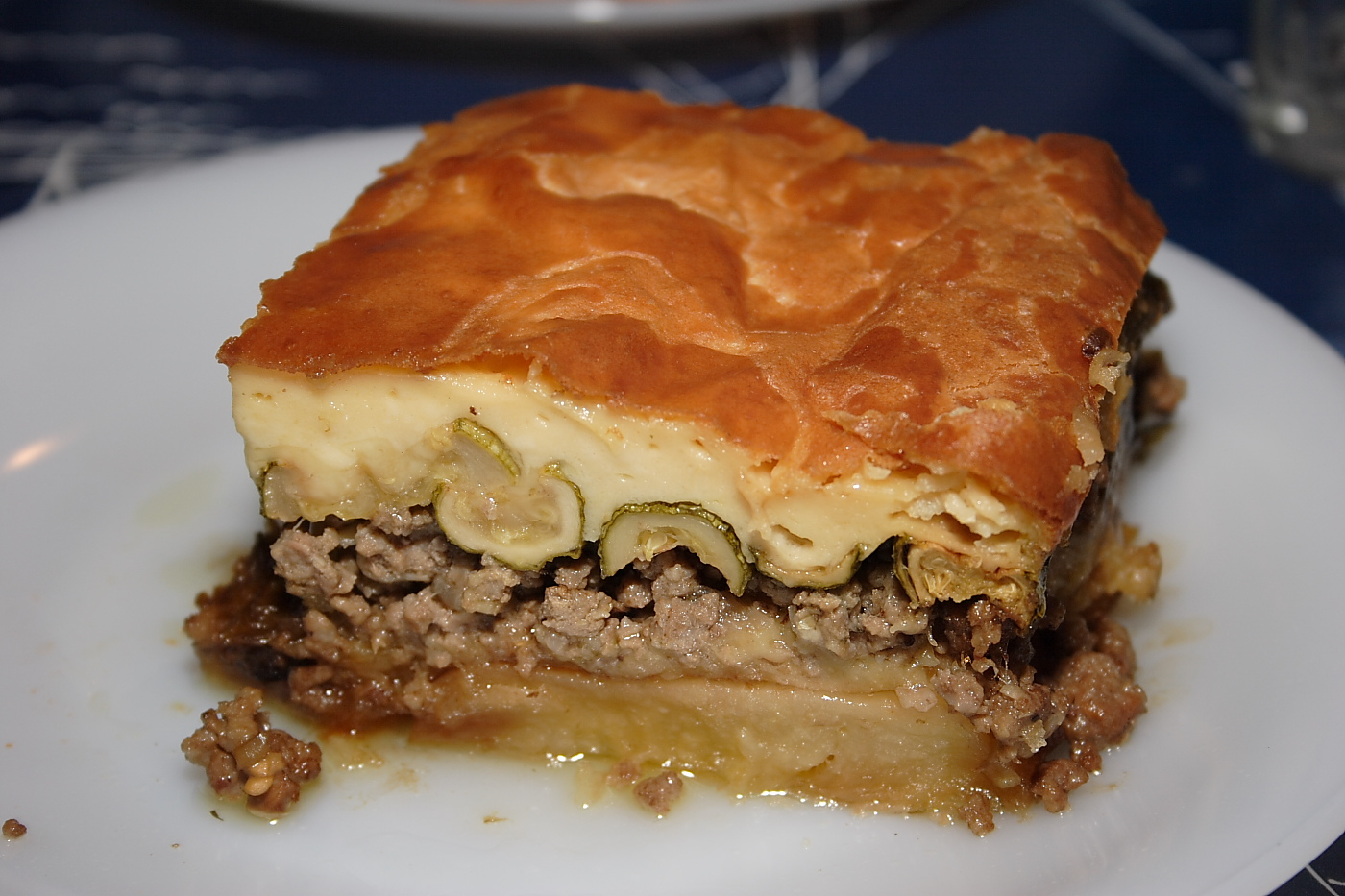
Moussaka
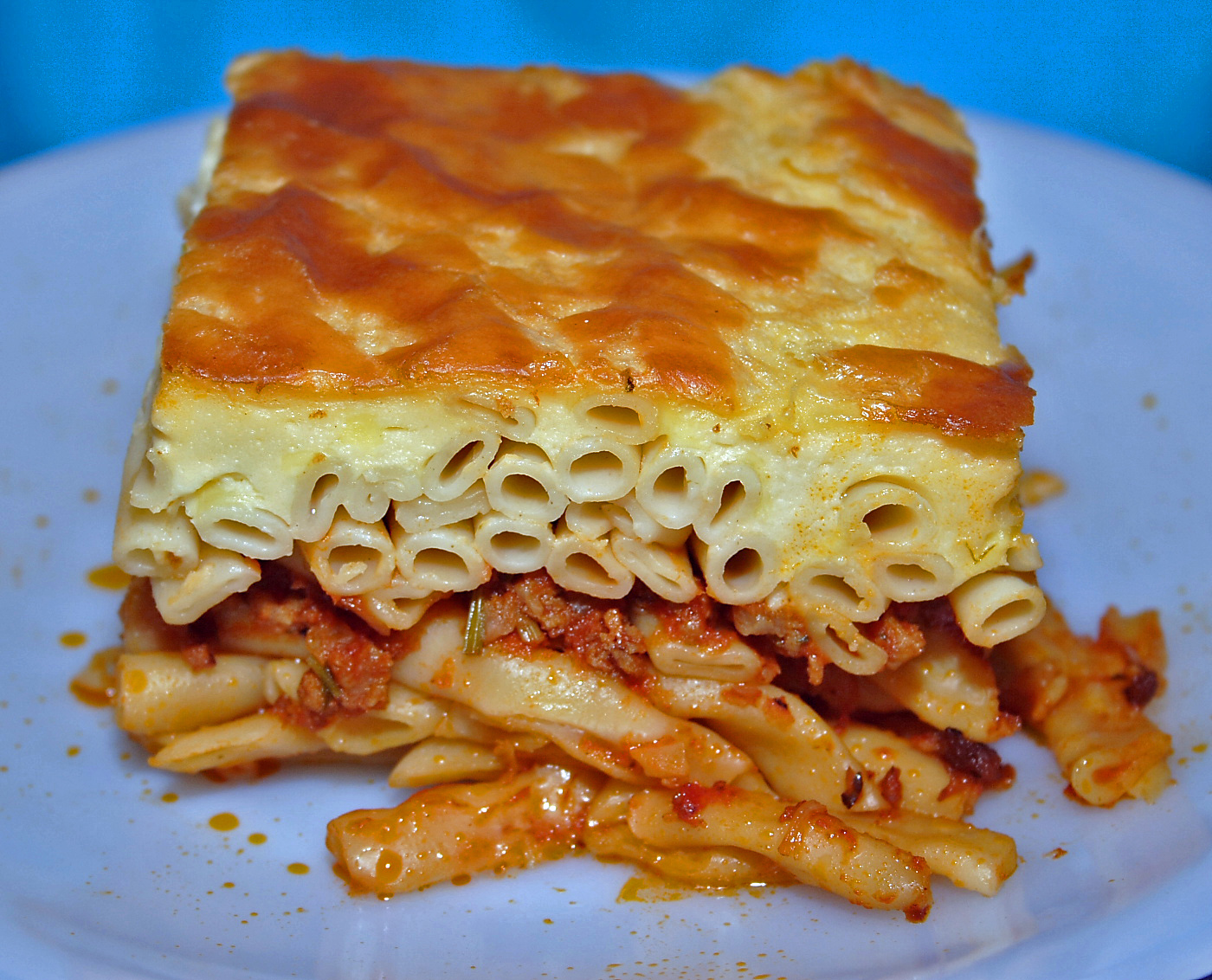
Pastitsio
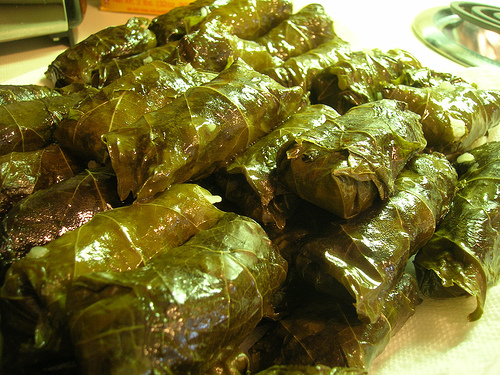
Dolmádes
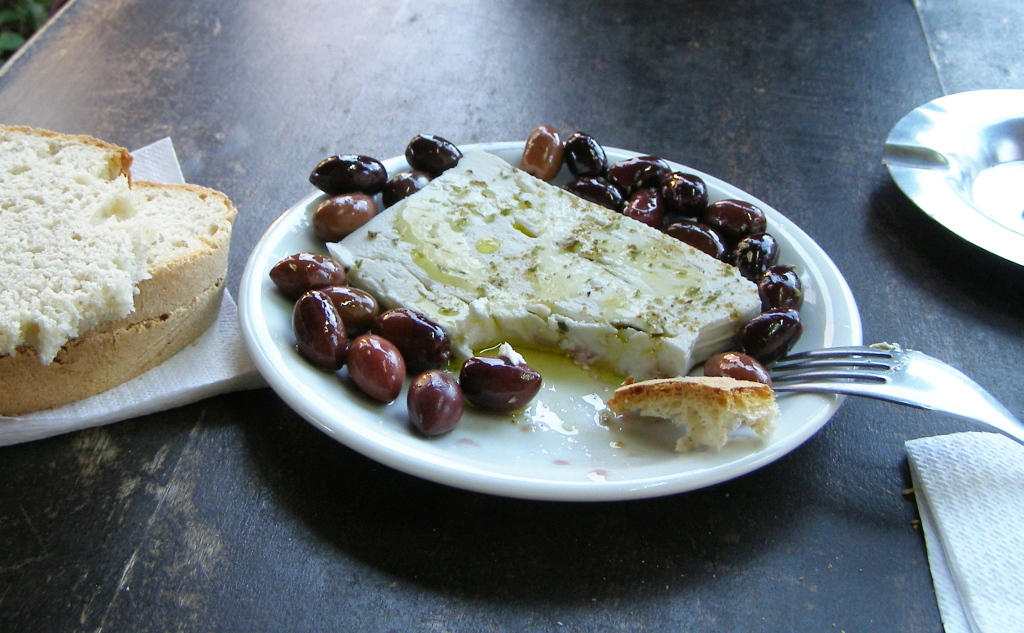
Een simpele mezze (bijgerecht)
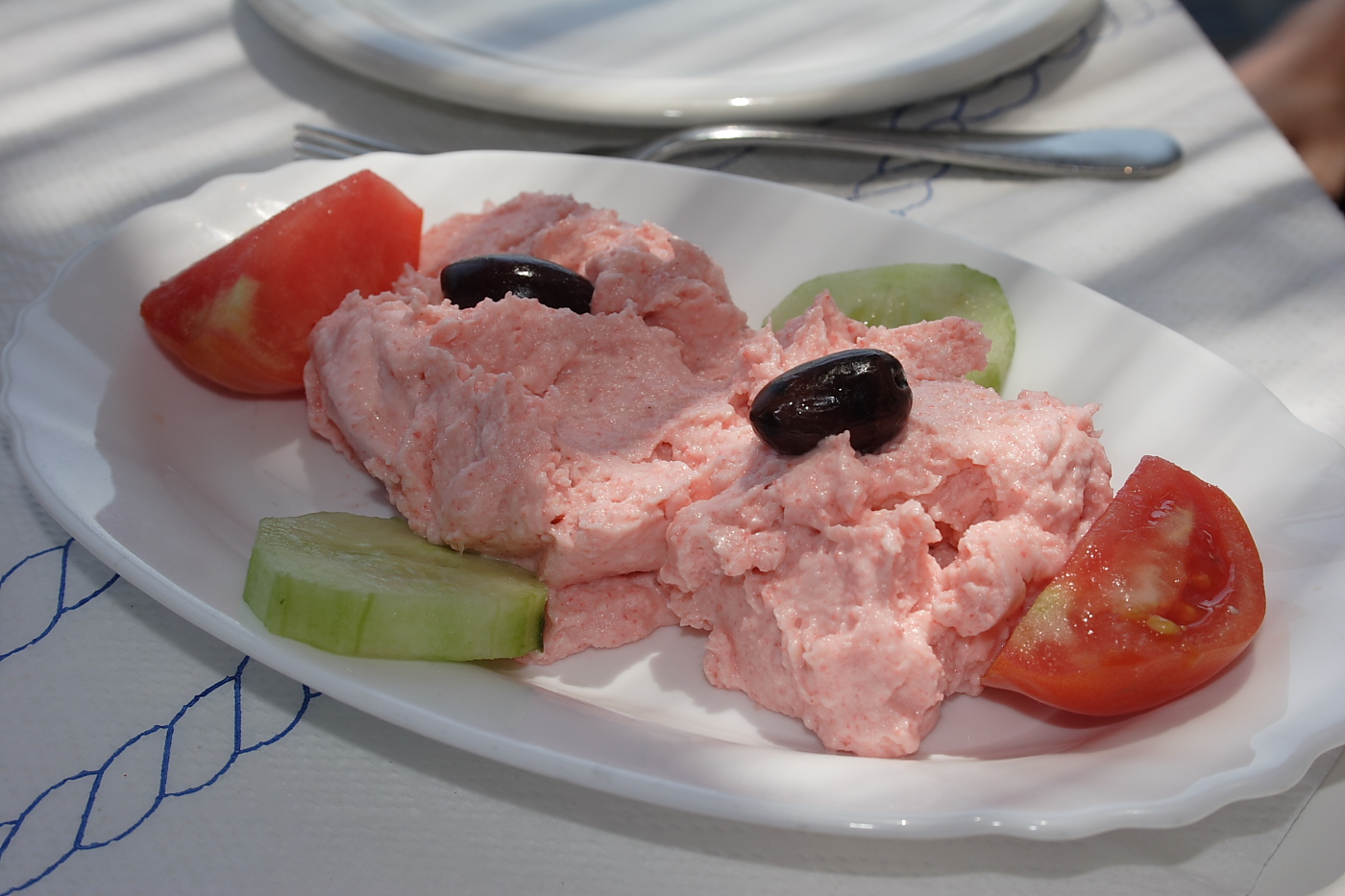
Taramosalata
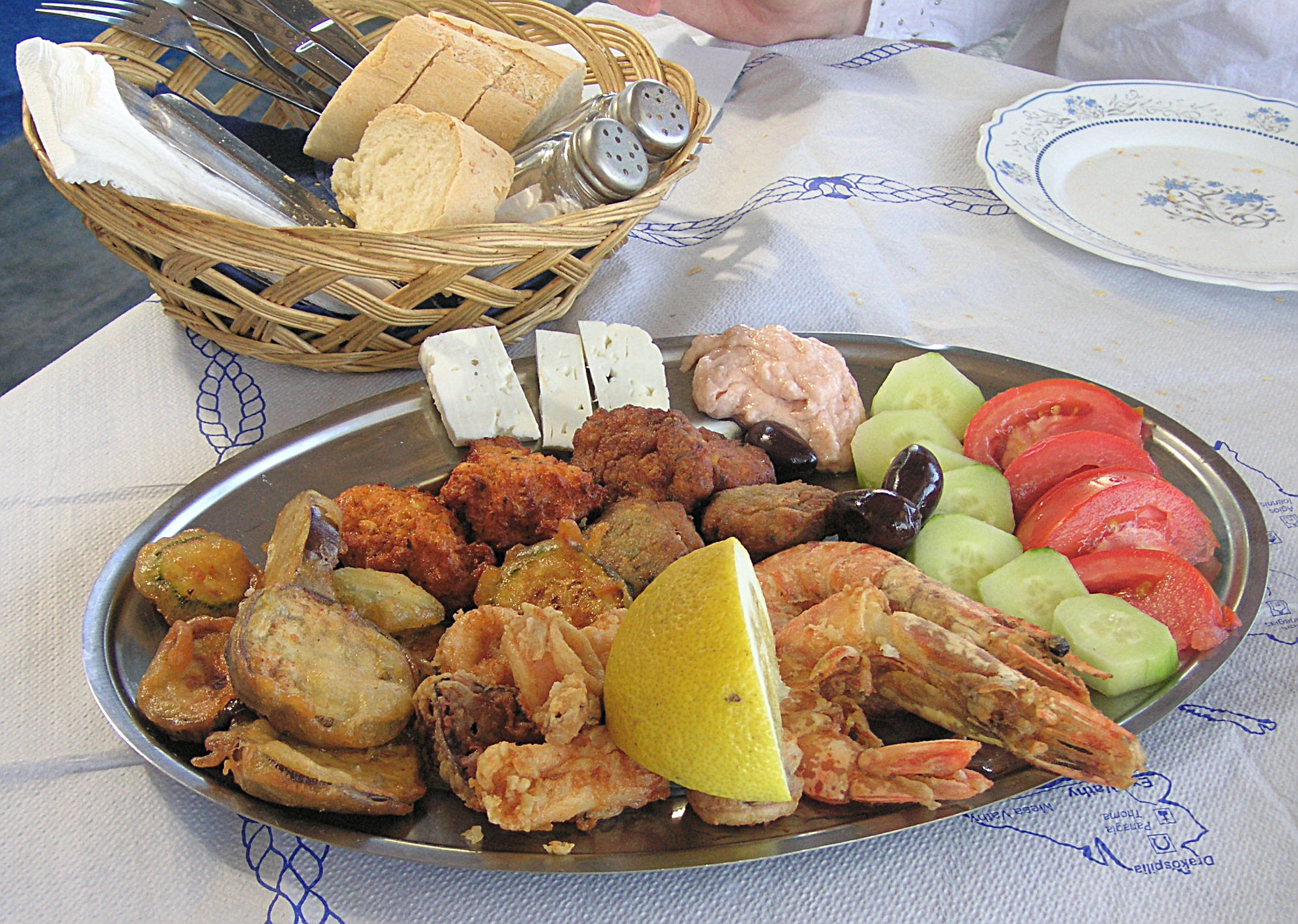
Pikilia, een voorgerecht
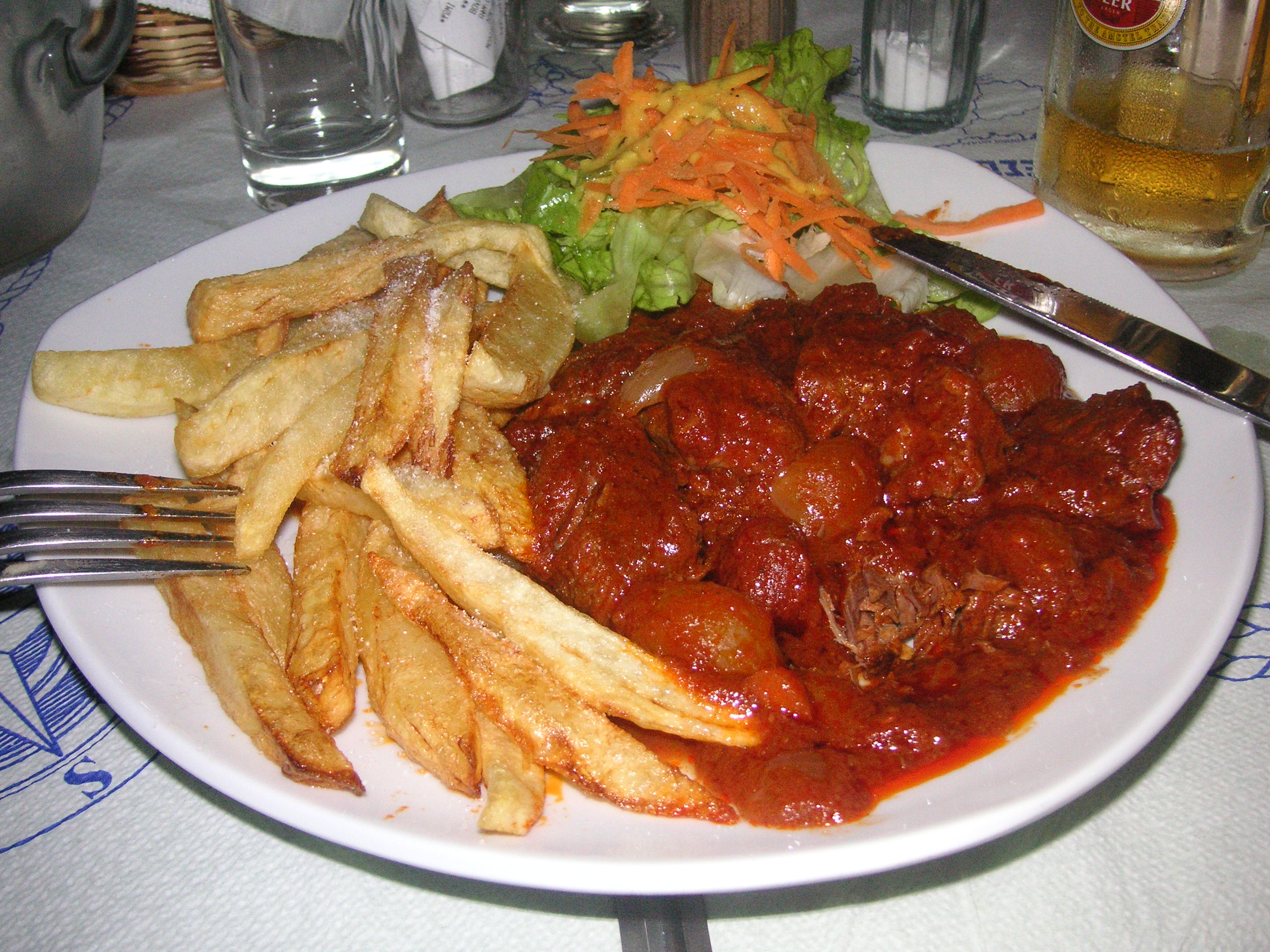
Stifado, een eenpansgerecht